# 바즈겐 마누캰
바즈겐 미카엘리 마누캰(아르메니아어: Վազգեն Միքայելի Մանուկյան, 1946년 2월 13일~)은 1990년부터 1991년까지 아르메니아의 초대 총리를 지낸 아르메니아의 정치인이다. 1992년부터 1993년까지, 제1차 나고르노카라바흐 전쟁 동안, 마누캰은 아르메니아의 국방부 장관 대행이었다. 그는 또한 1990년부터 2007년까지 아르메니아의 국회의원이었다.
바즈겐 마누캰은 나고르노카라바흐 자치주를 아르메니아 소비에트 사회주의 공화국와 통합하는 것을 목표로 하는 카라바흐 운동을 이끈 카라바흐 위원회(공식적으로 1988년 2월 설립)의 공동 설립자이자 조정자였다. 그는 1988년 12월 10일 카라바흐 위원회의 다른 위원들과 함께 소련 당국에 의해 체포되었고 모스크바의 마트로스카야 티시나 감옥에서 6개월을 보냈다. 그는 1989년 10월에 범아르메니아 민족운동의 초대 의장으로 선출되었다.
1990년부터 1991년까지, 그는 아르메니아의 총리를 역임했다. 1991년 9월 26일, 바즈겐 마누캰은 총리직을 사임하고 자신의 정당인 국민민주연합(NDU)을 설립했으며, 그 이후로 의장직을 수행하고 있다. 1992년 9월, 그는 아르메니아의 군사-산업 복합체를 관리하는 동시에 국방부 장관과 국무 장관으로 임명되었다. 바즈겐 마누캰 아래에서 아르메니아군이 형성되었고, 전쟁의 흐름은 아르메니아 측에 유리하게 바뀌었다. 그는 1993년 8월에 직위에서 해임되었다.
1996년 아르메니아 대통령 선거에서 바즈겐 마누캰은 주요 야당의 지지를 받았고 현직 대통령 레본 테르페트로샨의 주요 도전자였다. 1996년 선거는 테르페트로샨 대통령에게 유리한 광범위한 선거 사기로 얼룩졌다. 공식 결과에 따르면 마누캰은 41%의 득표율을 얻어 결선 투표 없이 테르페트로샨에게 패했다. 야당은 선거 결과에 이의를 제기했고 경찰과 군대에 의해 진압된 예레반에서 대규모 시위가 발생했다. 바즈겐 마누캰은 1998년, 2003년, 2008년 대통령 선거에서 패배했다.
2009년 3월부터 2019년 12월까지 아르메니아 공공의회 의장을 역임했다. 2019년부터 베르나툰 사회정치 클럽의 회장을 맡고 있다.
2020년 나고르노카라바흐 전쟁에서 아르메니아 측이 패배하고 2020년 나고르노카라바흐 휴전 협정이 체결된 여파로 아르메니아에서는 니콜 파시냔 총리의 퇴진을 요구하는 시위가 잇따랐다. 2020년 12월 3일, 17개의 의회 및 의회외 정당이 연합하여 국토구원운동을 결성하고 바즈겐 마누캰을 총리 후보로 지명하여 과도 정부를 구성했다. 궁극적으로, 바즈겐 마누캰과 국토구원운동은 2021년 의회 선거에 참여하지 않았다.

## 어린 시절
바즈겐 마누캰은 1946년 레니나칸(오늘날의 귬리)에서 태어났다. 그의 가족은 아르메니아인 집단학살 동안 목소에네 지역에서 예레반으로 이주했다. 그의 아버지인 미카엘 마누키 마누캰은 과학 박사이자 예레반 주립 대학교의 교수였다. 그의 어머니 아스트히크 마야키 하코비얀은 귬리에서 태어나 예레반 주립 대학교 물리학과 수학과를 졸업했다.
바즈겐 마누캰은 예레반의 안톤 체호프 학교 55번에 다녔다. 1963년부터 1968년까지 예레반 주립 대학교의 물리학과 수학부에서 공부했고, 1966년부터 1967년까지 모스크바 국립 대학교에서 공부를 계속했으며, 1969년부터 1972년까지 소련 과학 아카데미에서 대학원 연구를 수행했다. 그는 물리학과 수학의 후보자이고, 도슨트라는 타이틀을 가지고 있으며, 많은 과학 논문을 저술했다. 1972년부터 1990년까지 예레반 주립 대학교에서 강의했다.
1967년 4월 24일, 그는 모스크바에 있는 튀르키예 대사관 앞에서 시위에 참가했다는 이유로 모스크바 주립 대학교를 떠나 예레반으로 돌아갈 수밖에 없었다.
그의 아내 바르두히 이스카니안은 유명한 언어학자이자 문학 비평가인 라파엘 이스카니안과 언어학자 비우라크네 체라즈(아버지 바한 체라즈는 아르메니아의 유명한 육상 선수였다)의 딸이다.

## 총리직
1990년 5월 선거에서 범아르메니아 민족운동은 아르메니아 최고 소비에트의 의석을 차지하여 소비에트 공화국에서 권력을 잡은 최초의 비공산당이 되었다.
1990년 5월, 바즈겐 마누캰은 아르메니아 최고위원회의 일원으로 선출되었고, 1990년 8월 13일, 그는 최고위원회에 의해 아르메니아 각료회의의 의장으로 임명되었다, 1991년 9월 21일 아르메니아가 독립을 선언한 후 아르메니아 제3공화국의 첫 총리가 되었다. 마누캰은 아르메니아의 어려운 시기에 정부의 수장이 되었고, 소련은 빠르게 붕괴하고 있었고, 북쪽에서 아르메니아에 대한 정치적, 경제적 봉쇄가 시작되었다.
마누캰의 정부는 소련의 경제 체제 붕괴에 대처해야 했고 사유 재산에 기반을 둔 새로운 경제 체제를 향한 첫걸음을 내디뎠다. 바즈겐 마누캰은 새로운 정부인 소련의 경제 구조와 완전한 관계를 구축하는 데 중요한 역할을 한 전문가, 경험이 풍부한 장관, 대규모 공장의 이사들로 구성된 강력한 계층을 유지했다. 마누캰에 따르면, 그의 정부에 의해 시작된 체계적인 개혁은 아르메니아의 발전에 심각한 기반을 제공했다.
1991년 9월 25일, 레본 테르페트로샨과 ANM의 다른 회원들과의 증가하는 의견 차이로 인해 마누캰은 총리직을 사임하고 국민민주연합이라고 불리는 자신의 정당을 설립했다.